# تخم‌ریزی (زیست‌شناسی)

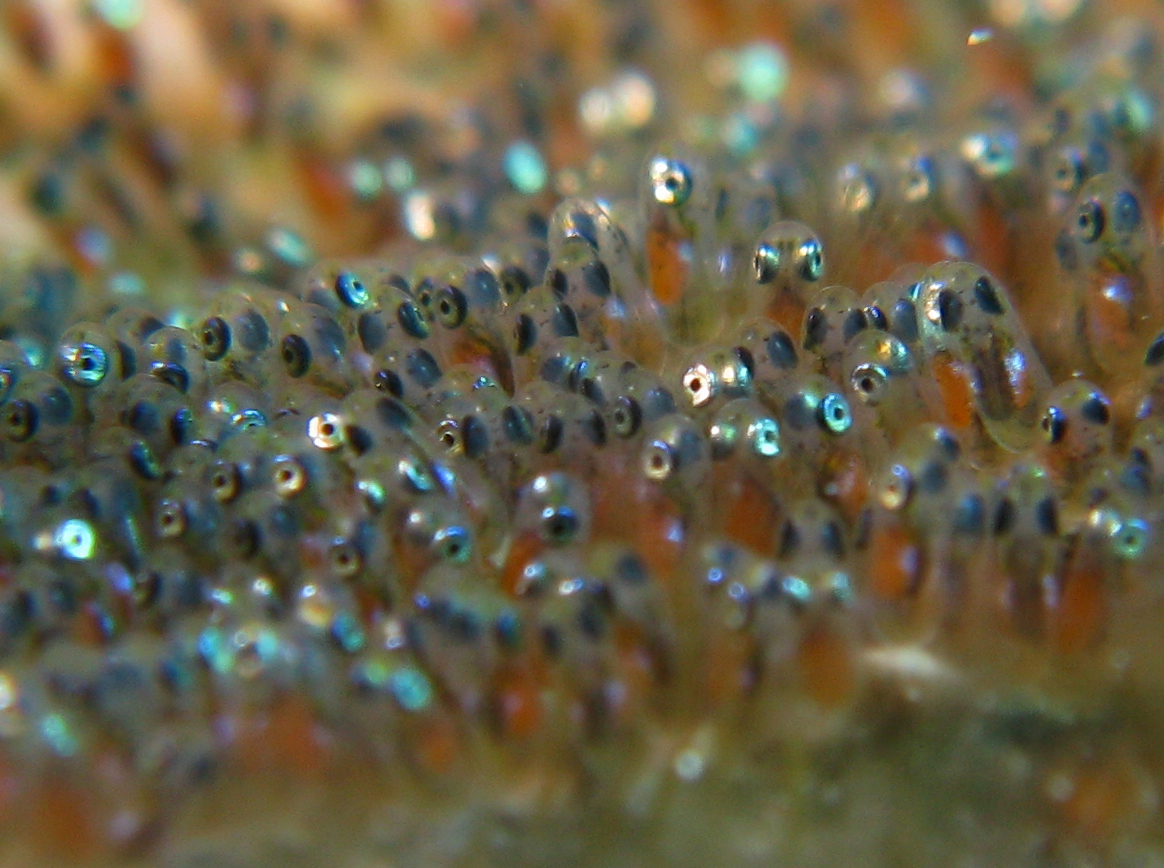
تخم‌ریزی (تخم) دلقک‌ماهی. لکه‌های سیاه چشم در حال رشد هستند.

تخم‌ریزی (به انگلیسی: Spawn) تخمک و اسپرمی است که توسط جانوران آبزی آزاد یا در آب ته‌نشین می‌شود. به عنوان یک فعل، تخم‌ریزی به فرایند آزادسازی تخمک و اسپرم اشاره دارد و عمل هر دو جنس را تخم‌ریزی می‌نامند. اکثر جانوران آبزی، به جز پستانداران آبزی و خزندگان، از طریق فرایند تخم‌ریزی تولیدمثل می‌کنند.
تخم‌ریزی از سلول‌های تولیدمثلی (گامتها) بسیاری از جانوران آبزی تشکیل شده است که برخی از آنها بارور می‌شوند و فرزند تولید می‌کنند. فرایند تخم‌ریزی معمولاً شامل رهاسازی تخمک‌های ماده (تخم‌های بارورنشده) در آب، اغلب در مقدار زیاد است، در حالی که نرها به‌طور هم‌زمان یا متوالی اسپرم‌ها (منی ماهی) را برای بارور کردن تخمک‌ها آزاد می‌کنند.

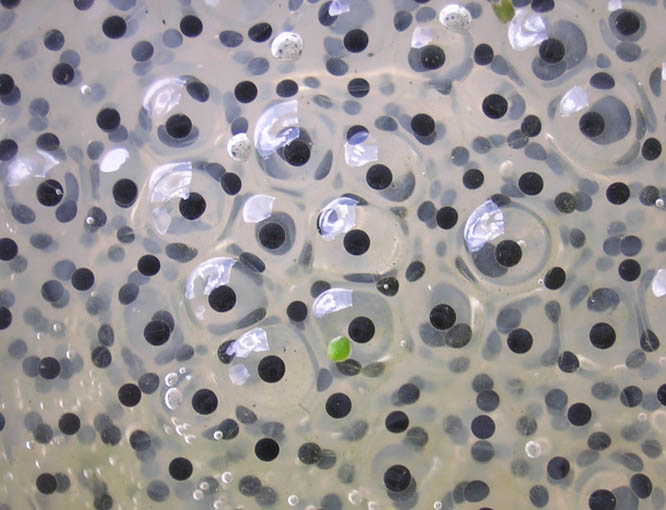
تخم‌ریزی قورباغه از نزدیک

|         | ماده تنها | چند ماده  |
| ------- | --------- | --------- |
| نر تنها | تک‌همسری   | چندزنی    |
| چند نر  | چندشوهری  | چندجنسیتی |